# Vestel Karayel
Vestel Karayel — турецкий беспилотный летательный аппарат, предназначенный для разведки и противодействия[что?] вражеским БПЛА. Разработчик и производитель — компания Vestel Defence.

## Общие сведения
Vestel Karayel начал проектироваться в 2013 году. Новый дрон предназначен для выполнения таких задач как разведка, выполнение патрульных функций, наблюдение за ситуацией на поле боя, корректировка артиллерийского огня.
Дрон оснащён электрооптической и инфракрасной камерами, смонтированными в турели, располагающейся в нижней части дрона.
28 мая 2016 года впервые опубликованы изображения дрона Vestel Karayel. 16 июня 2016 года были опубликованы видео испытаний этого БПЛА.

## Боевое применение
БПЛА Vestel Karayel турецкого производства используются Саудовской Аравией в ходе вторжения в Йемен.
30 декабря 2019 года Хуситы над Йеменом сбили саудовский БПЛА Vestel Karayel.
Весной 2021 года Хуситы сбили саудовский БПЛА Vestel Karayel.
22 мая 2022 года Хуситы над Йеменом сбили ещё один саудовский БПЛА Vestel Karayel.

## Технические характеристики
Данные от Vestel Defense.

### Общие характеристики
- Длина: 6,5 м
- Размах крыльев: 10,5 м
- Максимальный взлетный вес: 550
- Мощность двигателя: 97 л. с.
- Винты: одиночные лопасти, диаметр 1,45 м

### Летные характеристики
- Максимальная скорость: 150 км/ч
- Длительность: 20 часов
- Практический потолок: 6900 м[7]